# الانتخابات الرئاسية السورية 1949
الانتخابات الرئاسية في سورية والتي تمت في 25 حزيران 1949 وكانت استفتاءً بالموافقة أو الرفض على تبوأ حسني الزعيم منصب رئيس الجمهورية. الدستور السوري ينصّ على انتخاب رئيس الجمهورية في البرلمان غير أن الزعيم انقلب على الحكم الشرعي برئاسة شكري القوتلي وبعد أن أجبره على الاستقالة عطّل العمل بالدستور وأجرى هذه الانتخابات التي تعتبر أول انتخابات تجري على منصب الرئيس في سورية.

## النتائج
| الاختيار    | الأصوات | %    |
| ----------- | ------- | ---- |
| موافق       | 726,116 | 99.4 |
| غير موافق   | 4,615   | 0.6  |
| أصوات باطلة |         | -    |
| المجموع     | 730,731 | 100  |